# 22/3: Wij waren daar
“22/3: Wij waren daar” is een Vlaamse fictiereeks geregisseerd door Tim Tielemans. Deze zesdelige reeks werd voor het eerst integraal uitgezonden op VTM op 20 maart 2021 en is te zien via VTM GO. 
De serie is gebaseerd op de getuigenissen van leerlingen en leerkrachten van het Sint-Ritacollege uit Kontich die op reis willen vertrekken naar Rome. Zij zouden op 22 maart 2016 vertrekken vanaf Brussels Airport maar komen terecht in een terroristische aanslag.  De serie vertelt het verhaal van hoe de leerlingen omgaan met de gebeurtenissen en hoe zij dit trauma probeerden te verwerken. De serie volgt zes betrokkenen.
De serie werd gemaakt door twee oud-leerlingen van het Sint-Ritacollege; Tim Tielemans en Jaap Van Veen die aanwezig waren bij de gebeurtenissen. En werd gemaakt naar aanleiding van de herdenking van aanslagen vijf jaar eerder.
"22/3: wij waren daar" is een productie van HAPTIC in samenwerking met Collectief MAKKET.

## Verhaal
De serie start wanneer de bus met leerlingen terugkeert vanuit Zaventem, waar er twee bommen ontplofte. De serie volgt zes betrokkenen: Ellen, Yassin, Tom, Hanne, Saar en Alex die uiteindelijk heelhuids de aanslagen hadden overleefd maar de gebeurtenissen moeten verwerken.Die verwerkingstijd was voor iedereen anders. Sommigen konden meteen de knop omdraaien en doorgaan. Anderen hebben er veel langer mee in hun hoofd gezeten en konden het niet loslaten.
De betrokkenen worden gevolgd in de week na de aanslagen wanneer er op school allerlei workshops worden georganiseerd terwijl ze normaal in Rome hoorden te zijn.

## Rolverdeling
| Acteur                | Personage             |
| --------------------- | --------------------- |
| Britt Das             | Hanne                 |
| Sofia Ferri           | Saar                  |
| Idries Bensbaho       | Yassin                |
| Pepijn Vandelanotte   | Tom                   |
| Zita Windey           | Ellen                 |
| Jonathan Michiels     | Alex                  |
| Marleen Merckx        | Mevrouw Meyers        |
| Robbert Vervloet      | Meneer Dierickx       |
| Els Béatse            | Mevrouw Van De Vijver |
| Lindsy Dias           | Marie                 |
| Dahlia Pessemiers     | Veerle                |
| Jordi Rottier         | Leerling 1            |
| Ellen Sterckx         | Floor                 |
| Mark Stroobants       | Medewerker CLB        |
| Tom Ternest           | Steven                |
| Alejandra Theus       | Verpleegster          |
| Tim Tielemans         | Leerling 3            |
| Hans Van Cauwenberghe | Vader Alex            |
| Jaap van Veen         | Leerling 2            |
| Bas Van Weert         | Philippe              |